# 状态机复制
在计算机科学领域，状态机复制是实现容错服务的一种常规方法，主要通过复制服务器，并协调客户端和这些服务器镜像间的交互来达到目标。这个方法也同时提供了理解和设计复制管理协议的一套基本框架。

## 问题定义

### 分布式服务
分布式软件通常由客户端和服务器组成，每个服务包含一到多个服务器，并提供可以由客户端通过请求来调用的操作。尽管使用单个中心化服务器是实现服务的最简单方式，但这种方式使得服务的容错性最多能和运行服务器的处理器相同。假如这种程度的容错性是不可接受的，那么就必须引入多个故障无相关性的服务器。通常而言，单一服务器的多个服务镜像运行在分布式系统的分离处理器上，并通过协议来保障客户端和这些镜像间的交互。在分布式系统中，物理和电子上被隔离开的处理器保障了服务器之间故障没有相关性，彼此独立，这整合需求一致

### 状态机
在后文中，状态机被定义为下面这些值元组（参见Mealy machine和Moore Machine）：
- 一组状态
- 一组输入
- 一组输出
- 一个转换函数（输入 x 状态 → 状态）
- 一个输出函数（输入 x 状态 → 输出）
- 被称为“初始”的一个独特状态

一个状态机从“初始”状态开始，每一个输入都被传入转换函数和输出函数，以生成一个新的状态和输出。在新的输入被接收到前，状态保持不变，而输出同时被传输给恰当的接受者。
在本文中，状态机必须具备确定性：多个相同状态机的拷贝，从同样的“初始”状态开始，经历了相同的输入序列后，会达到同样的状态，并且输出同样的结果。
通过恰当输入流，状态机可以实现任意的算法，包括完备图灵机的各种算法（参见图灵机）。通常而言，基于状态机复制的系统都会主动把它们的实现限制在有限状态机的范畴，以简化故障恢复。

### 容错
决定性是提供容错支持的理想特性。直观而言，假如系统存在多分拷贝，其中一个的故障会因为与其它系统的状态或者输出有差异，而变得明显。
只要简单推理下，就可以知道实现容错性需要最少三份拷贝，在一个系统出错的情况下，其它两个系统可以供我们比较状态和输出。而两份拷贝显然不够，因为我们无从判别出错的是哪一个。
再进一步推演，就可以知道具备三份拷贝的系统最多能支持单系统故障（随后必须修复或者替换掉故障拷贝）。假如有多余一个拷贝出现故障，那么三份状态或者输出都会互不相同，导致无法判断正确的拷贝。
通常而言，一个支持F个故障的系统，必须至少包含2F+1份拷贝（也称为镜像）。多余的拷贝被用作区分正确和故障拷贝的证据。特殊的情况也可以改良这些制约
目前的推理都预设这些镜像仅仅是面临随机的独立故障，比如内存错误或者硬盘崩溃。但源自某些镜像尝试欺骗系统而带来的问题，也同样能被状态机复制通过隔离变化来处理。
值得一提的是，并不需要停掉故障镜像的运行，它们可以继续运作，即便会产出伪造或者错误的输出。